# Străzile groazei - Partea 3: 1666
Străzile groazei - Partea 3: 1666 (în engleză Fear Street Part Three: 1666) este un film de groază american din 2021 regizat de Leigh Janiak, cu scenariu bazat pe seria de cărți Străzile groazei a lui R. L. Stine. Este a treia parte a seriei de filme Străzile groazei.

## Distribuție
- Kiana Madeira - Sarah Fier / Deena
  - Elizabeth Scopel - "Real" Sarah Fier
- Ashley Zukerman - Solomon Goode / Nick Goode
  - Ted Sutherland - Young Nick Goode
- Gillian Jacobs - Adult Ziggy / C. Berman
  - Sadie Sink - Constance / Christine Berman
- Olivia Scott Welch - Hannah Miller / Samantha Fraser
- Benjamin Flores Jr. - Henry / Josh
- Darrell Britt-Gibson - Martin
- Fred Hechinger - Isaac / Simon
- Julia Rehwald - Lizzie / Kate
- Emily Rudd - Abigail / Cindy Berman
- McCabe Slye - Mad Thomas / Tommy Slater
- Jordana Spiro - The Widow / Mrs. Lane
- Jordyn DiNatale - Ruby Lane
- Jeremy Ford - Caleb / Peter
- Randy Havens - George Fier
- Matthew Zuk - Elijah Goode / Mayor Will Goode
- Lacey Camp - Grace Miller / Mrs. Fraser
- Charlene Amoia - Beth Kimball / Rachel Thompson
- Mark Ashworth - Jakob Berman
- Ryan Simpkins - Alice
- Emily Brobst - Billy Barker